# Muzeum Tradycji Niepodległościowych w Łodzi
Muzeum Tradycji Niepodległościowych w Łodzi (nazwa obowiązująca od 1 stycznia 1990) – najdłużej funkcjonujące w Łodzi muzeum o profilu historycznym, powstałe w 1959 pod nazwą „Muzeum Historii Ruchu Rewolucyjnego”; samorządowe, gromadzące wszelkiego rodzaju pamiątki z zakresu tradycji niepodległościowych, przede wszystkim z Łodzi, regionu łódzkiego oraz wybiórczo Polski. Jego oddział Radogoszcz specjalizuje się w dziejach okupacji niemieckiej 1939–1945 w Łodzi i okręgu łódzkim. Jako spadkobierca Muzeum Historii Ruchu Rewolucyjnego (1959–1990) posiada ważny zbiór dokumentów, zdjęć i sztuk pięknych (obrazy, rzeźby, grafiki) z okresu PRL, z Łodzi i regionu. Zbiory zawierają również wiele unikatowych materiałów do dziejów Łodzi i okręgu łódzkiego.

## Historia
Z dniem 1 stycznia 1990 r., na bazie zbiorów Muzeum Historii Ruchu Rewolucyjnego, ale z gruntownie zmienioną formułą i głównymi celami działania, utworzone zostało „Muzeum Tradycji Niepodległościowych w Łodzi” (MTN-Łódź). Szczęśliwie nie doszło wtedy do parcelacji bogatych zbiorów z poprzedniej formuły działania, co obecnie ułatwia historykom nowe badania nad dziejami idei socjalistyczno-komunistycznej w Łodzi i w Polsce oraz dziejów samego miasta.
Funkcjonowała koncepcja – zapisana w statucie Muzeum – utworzenia oddziału pn. „Muzeum Sił Powietrznych” na placu przy ul. Pienistej 74, ale z różnych przyczyn została ona zarzucona.
W latach 1992–2016 m.in. za pośrednictwem muzeum wojewoda pełnił obsługę Wojewódzkiego Komitetu Ochrony Pamięci Walk i Męczeństwa w Łodzi.

## Dyrektorzy Muzeum
- Tadeusz Czapliński (15 grudnia 1969 – 31 sierpnia 1974), nast. kier. oddz. Radogoszcz (od 1 września 1974 do śmierci 28 stycznia 1979)
- Izydor Hałas (1 października 1974[7] –  co najmniej 1979[8])
- Maria Ojrzyńska (po 1979 – 1986)
- Henryk Siemiński[9] (1986–1992 – p.o. dyrektora Muzeum; 1992–2014 – dyrektor)
- Piotr Machlański (od 1 stycznia 2015[10][11][12] do 31 sierpnia 2017)
- Jacek Wawrzynkiewicz –[13]

## Struktura muzeum
Muzeum mieści się dawnym budynku więziennym zbudowanym w latach 1883–1885, przy ówczesnej ul. Długiej (dziś Gdańska). Funkcję więzienną budynek spełniał także poprzez okres I wojny światowej, międzywojenny, okupacji niemieckiej (więzienie kobiece) i po zakończeniu wojny do lutego 1953 (również więzienie kobiece). Po likwidacji więzienia i przeniesieniu więźniarek do zakładu karnego przy ul. Sterlinga 16, została w budynku umieszczona Wojewódzka Szkoła Milicji Obywatelskiej, która funkcjonowała przez następne sześć lat. Po likwidacji szkoły budynek został przekazany uchwałą Prezydium Rady Narodowej m. Łodzi z dn. 8 lipca 1958 tworzącemu się Muzeum Historii Ruchu Rewolucyjnego. W otwarciu uczestniczył ówczesny Przewodniczący Rady Państwa Aleksander Zawadzki.
Poza ekspozycją w głównej siedzibie (dwie wystawy stałe: „Drogi do Niepodległej 1791–1921” oraz „Więzienie przy Długiej (Gdańskiej) w Łodzi 1885–1953”) muzeum posiada dwa oddziały i jeden punkt ekspozycyjny:

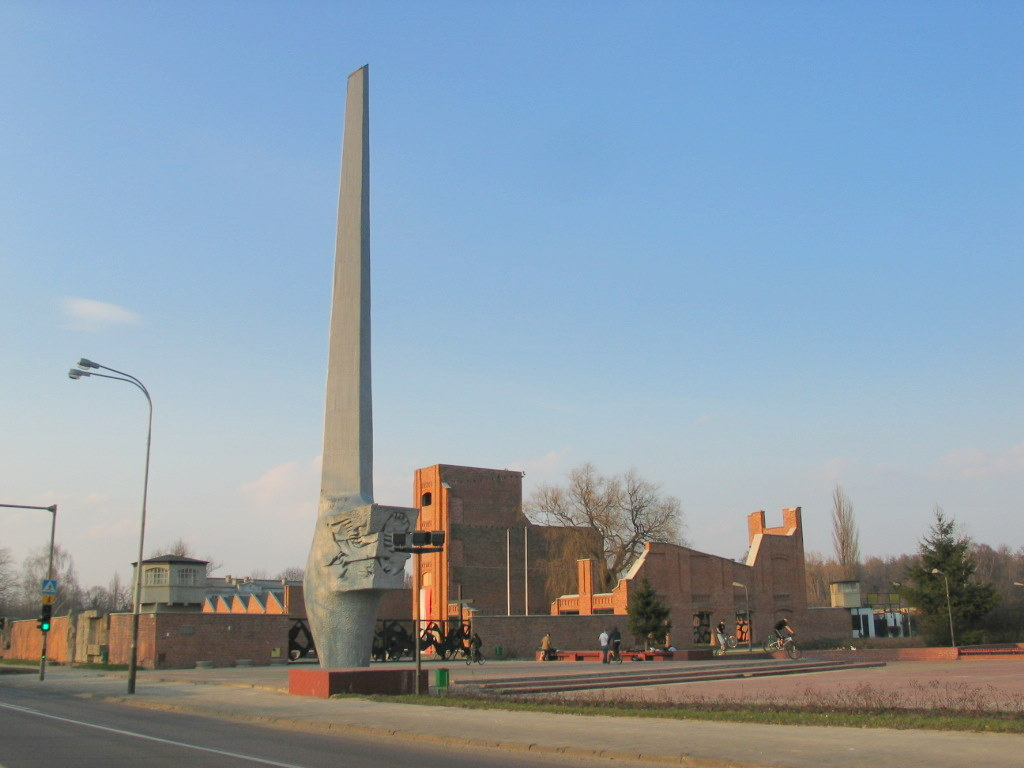
MTN-Łódź, oddz. Martyrologii „Radogoszcz”, ul. Zgierska 147

- Martyrologii „Radogoszcz”, ul. Zgierska 147[17] (wystawy stałe: „Łódź i Ziemia Łódzka w latach wojny i okupacji 1939–1945” oraz „Radogoszcz 1939–1945”)

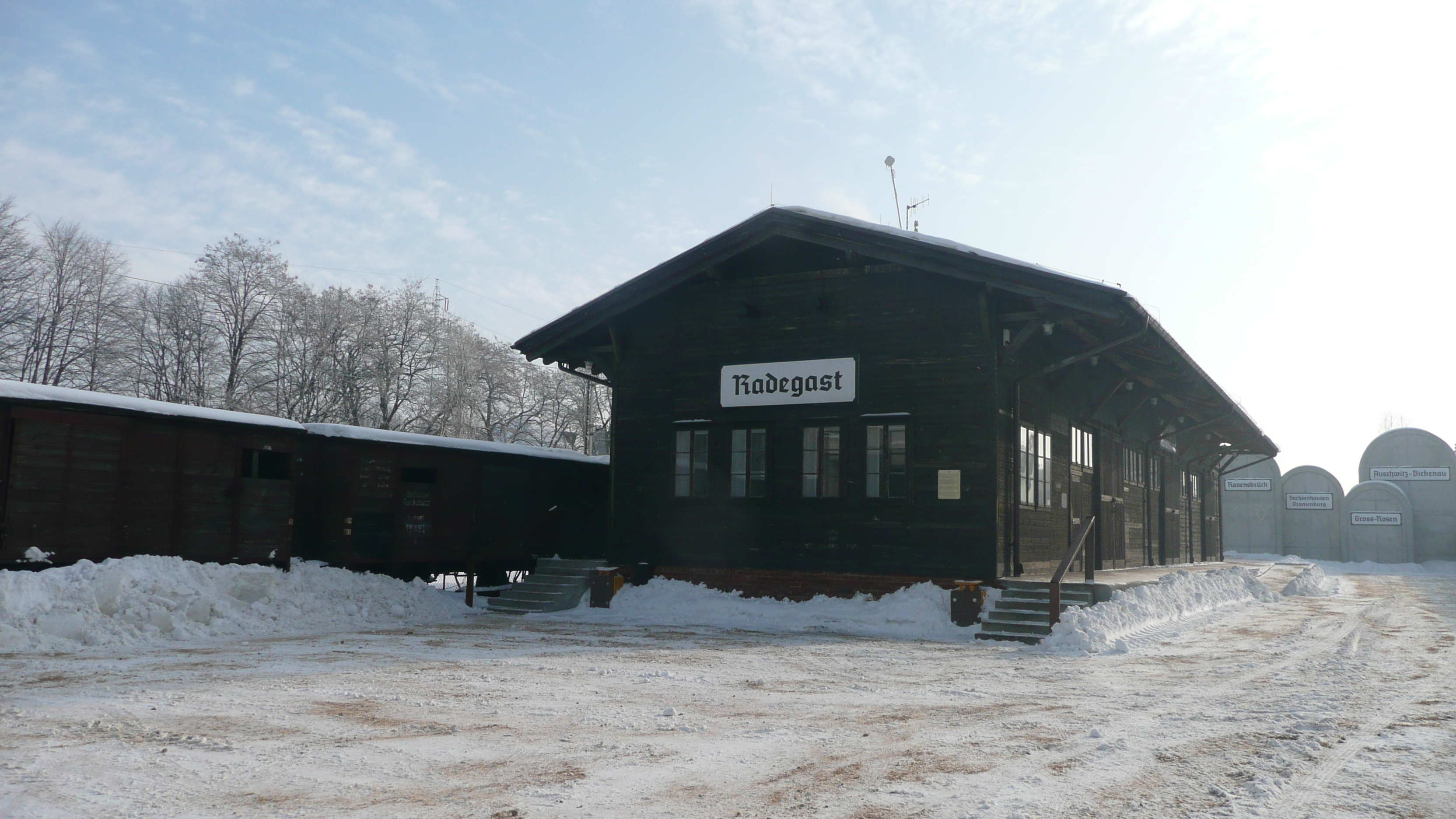
MTN-Łódź, oddz. Zagłady Łódzkich Żydów „Stacja Radegast”, al. Pamięci Ofiar Litzmannstadt Getto 12

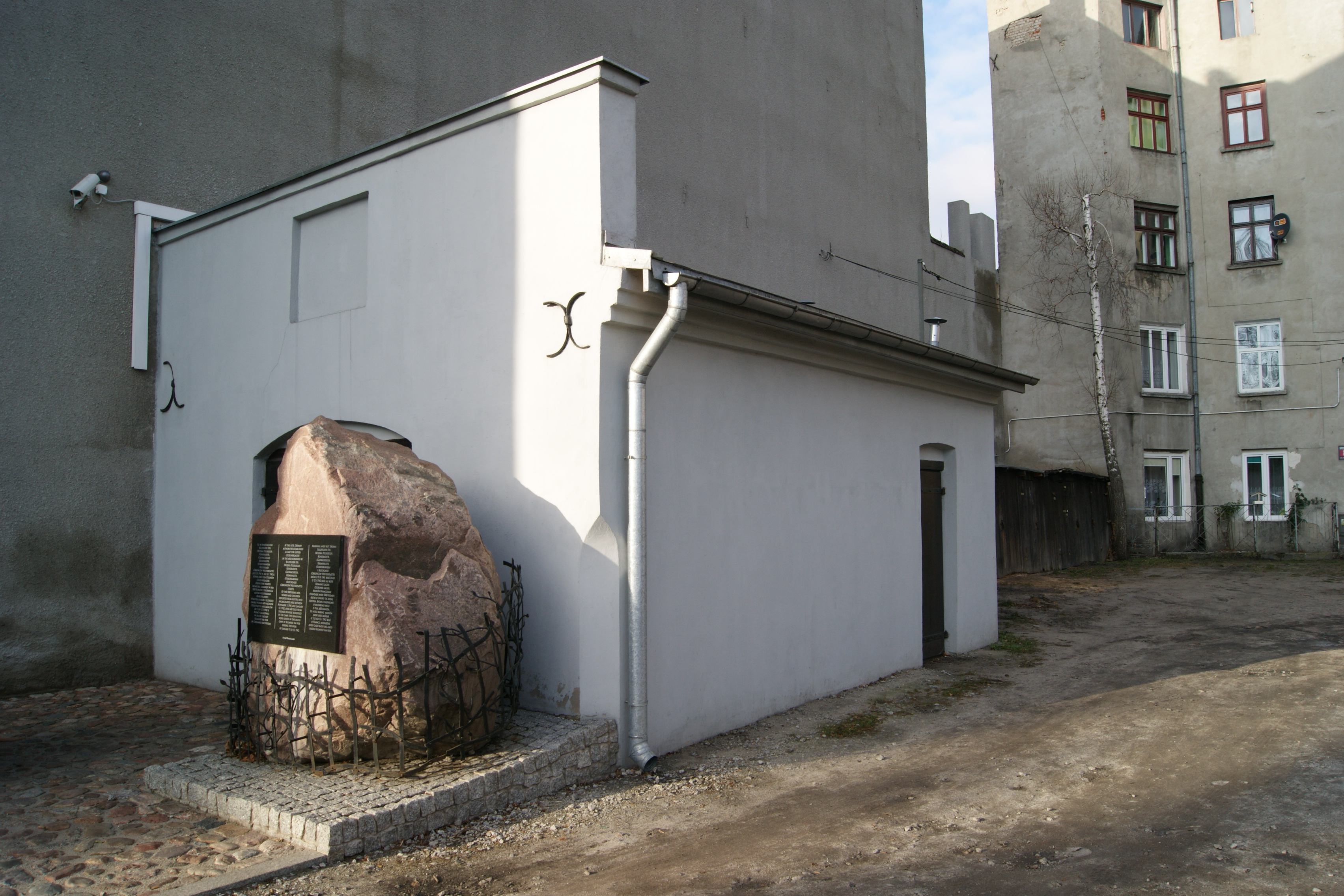
MTN-Łódź, budynek (d. kuźni) wystawy stałej „Kuźnia Romów”, ul. Wojska Polskiego 84 – widok ogólny

- Stacja Radegast przy alei Pamięci Ofiar Litzmannstadt Getto 12 (wystawa stała „Litzmannstadt-getto 1940–1944”, „Tunel Pamięci”, rampa kolejowa z oryginalnym niemieckim parowozem i dwoma wagonami towarowymi)[18]
- Kuźnia Romów – niewielka ekspozycja[19] na terenie byłego obozu cygańskiego (listopad 1941 – styczeń 1942) na obszarze łódzkiego getta, ul. Wojska Polskiego 84[1][20]

Przy muzeum działają grupy rekonstrukcji historycznych.
Do rejestru zabytków wpisany jest budynek muzeum przy ul. Gdańskiej (pod numerem A/20; decyzja z 20 stycznia 1971) oraz obiekty przy ul. Zgierskiej – mauzoleum radogoskie (pod numerem A/24; decyzja z 20 stycznia 1971). Również stacja Radegast jest objęta ochroną konserwatorską.
W 2019 muzeum zostało odznaczone Srebrnym Medalem „Zasłużony Kulturze Gloria Artis”.